# Gryllacris sirambeica
Gryllacris sirambeica är en insektsart som beskrevs av Griffini 1908. Gryllacris sirambeica ingår i släktet Gryllacris och familjen Gryllacrididae.

## Underarter
Arten delas in i följande underarter:
- G. s. melanica
- G. s. litoralis
- G. s. battaka
- G. s. sirambeica